# Gedinne
Gedinne (en valón: Djedene) es un municipio de Valonia, en la provincia de Provincia de Namur, Bélgica. A 1 de enero de 2019 tenía una población estimada de 4632 habitantes.

## Geografía
Se encuentra ubicada al sureste del país, en la región natural de las Ardenas y esta bañada por el río Houille, un afluente del río Mosa.
- Superficie: 151,56 km²
- Densidad poblacional: 30,56 habitantes por km²

### Secciones del municipio
El municipio comprende los antiguos municipios, que se fusionaron en 1977:
| - Gedinne - Bourseigne-Neuve - Bourseigne-Vieille - Houdremont - Louette-Saint-Denis - Louette-Saint-Pierre - Malvoisin - Patignies - Rienne - Sart-Custinne - Vencimont - Willerzie |

## Demografía

### Evolución
Todos los datos históricos relativos al actual municipio, el siguiente gráfico refleja su evolución demográfica, incluyendo municipios después de efectuada la fusión el 1 de enero de 1977.
| Gráfica de evolución demográfica de Gedinne entre 1846 y 2020 |
|                                                               |

## Monumentos
- En el territorio del Municipio de Gedinne ha sido erecto en 2001 la Tour du Millénaire ou Tour de Gedinne, espectacular punto de vista, a dos pasos de la frontera francesa. Aquella torre de observación domina el dominio de la Croix-Scaille, bosque de 9 000 ha, que fue un lugar de la Resistencia durante la guerra, en 1944.

## Galería fotográfica

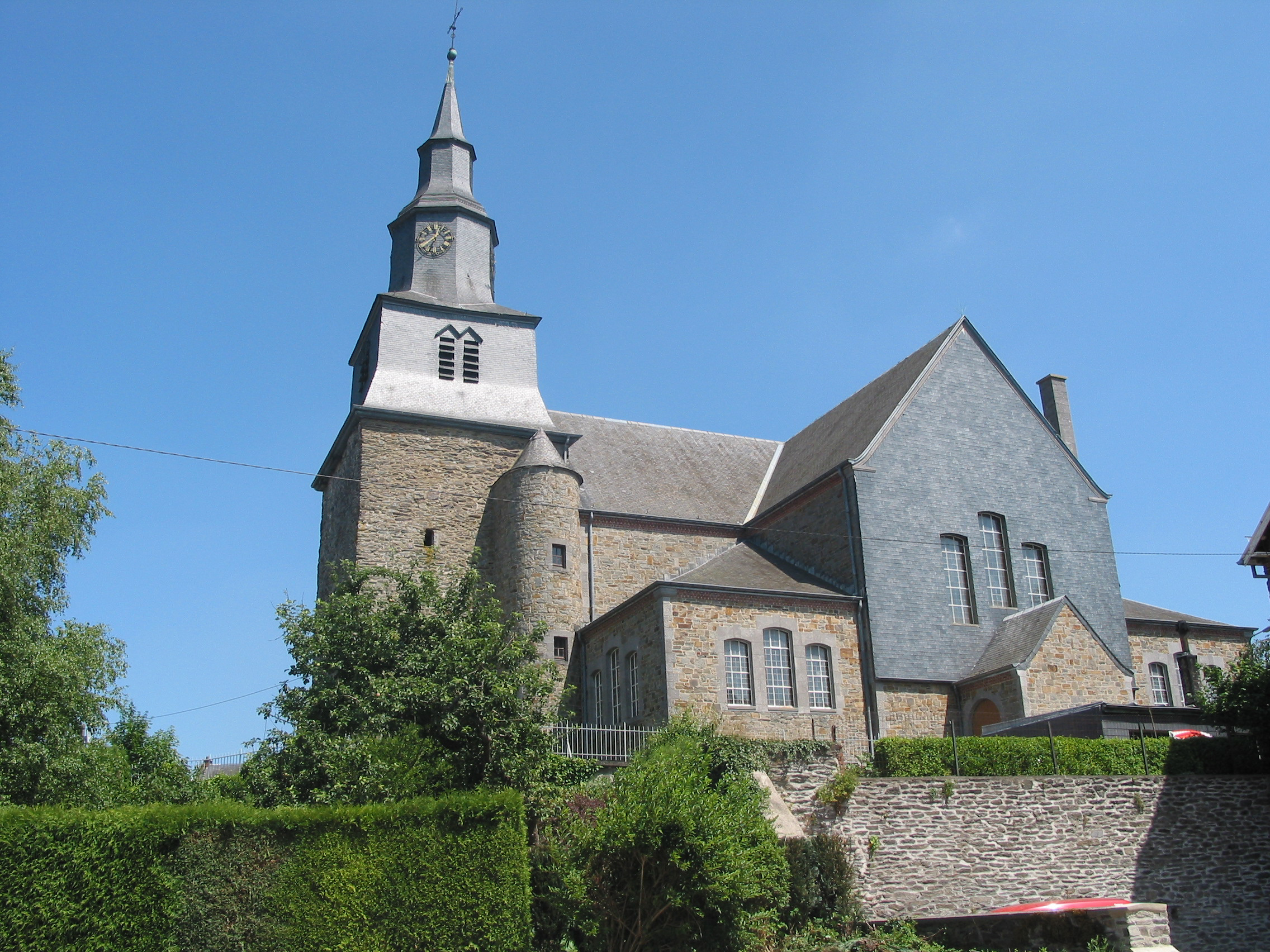
NS de la Natividad (Torre del siglo XII).
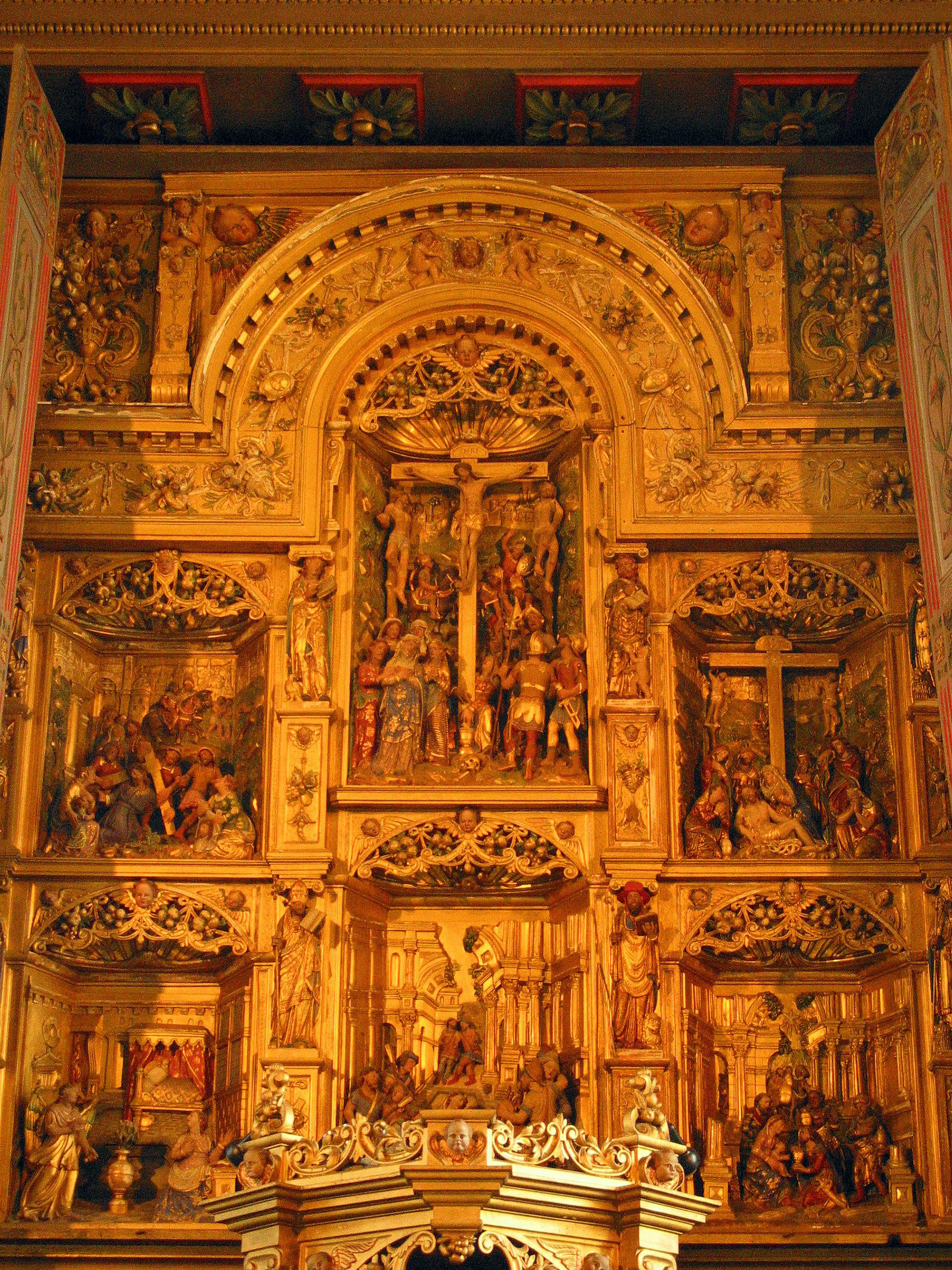
Retablo (siglo XVI).
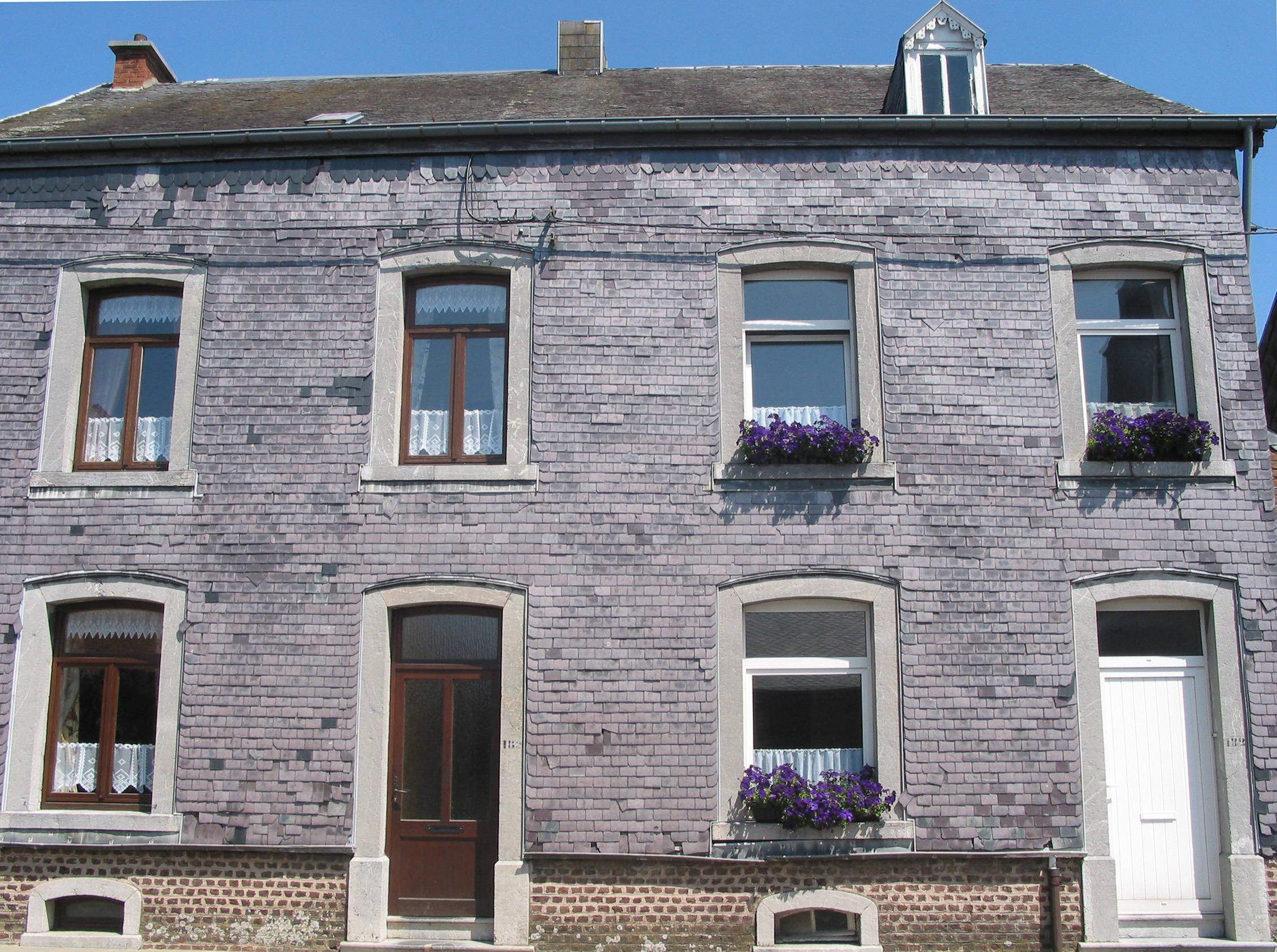
Casa típica de la región.
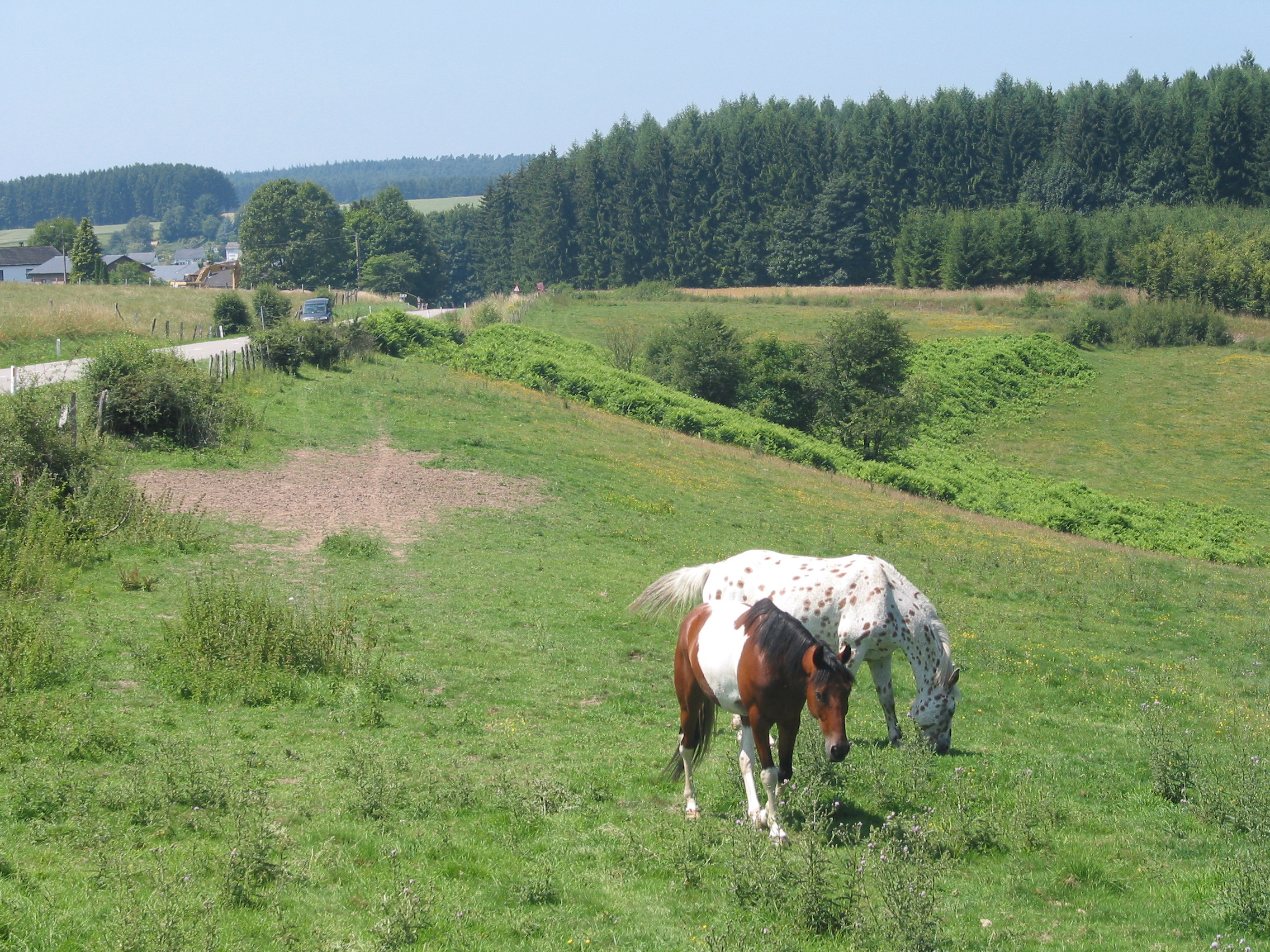
Cerca del camino hacia Beauraing.
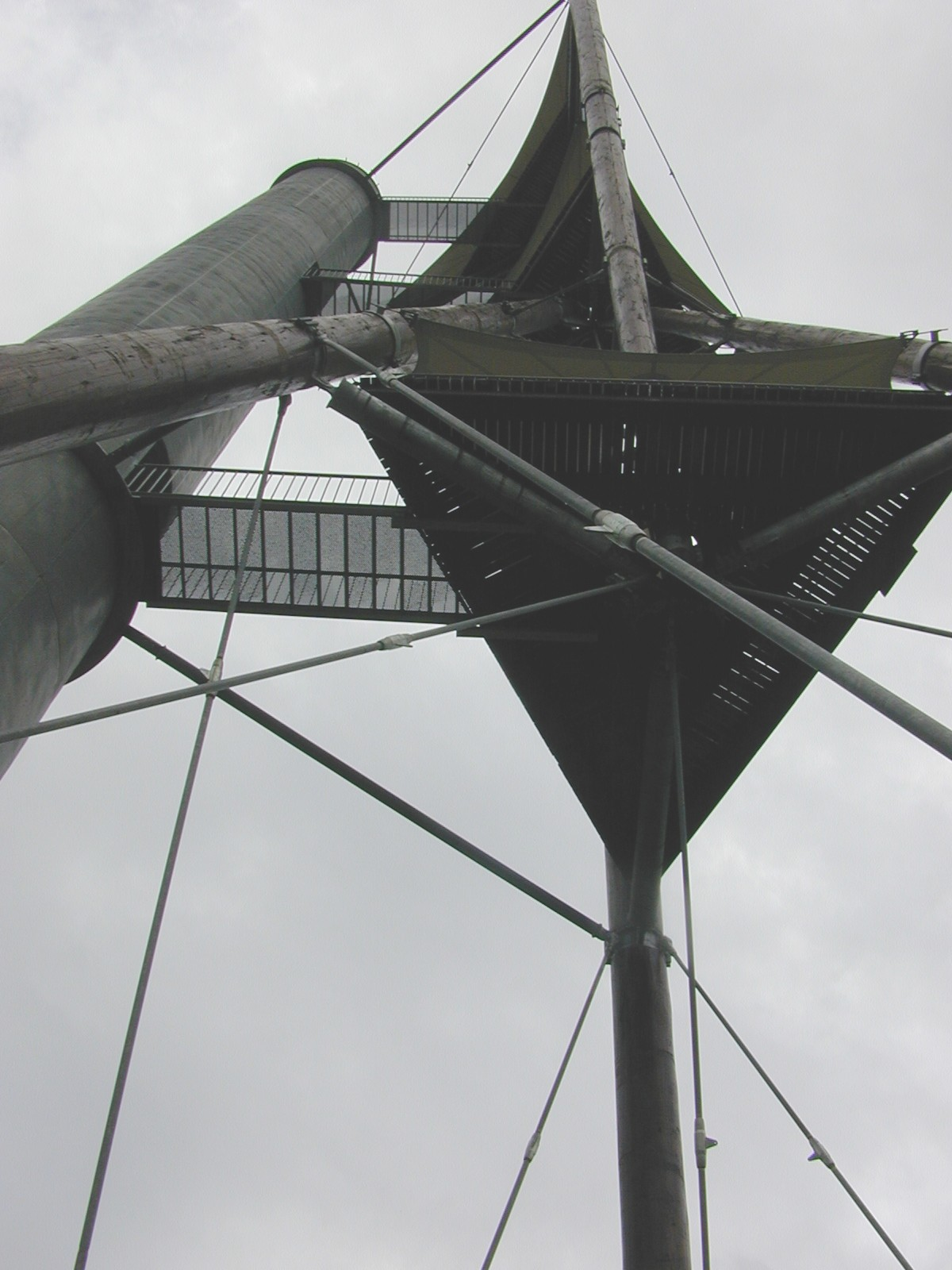
Tour du Millénaire, ou Tour de Gedinne